# Vjerski pogledi na eutanaziju
Vjerski pogledi na eutanaziju predstavljaju različitost odnosa sagledavanja velikih svjetskih religijskih skupina u pogledu na eutanaziju iliti prekid života čovjeka kao pojedinca iz osjećaja samilosti ili želje pojedinca pred smrtni trenutak. 

## Budizam
Među budistima postoje mnogi različiti pogledi na pitanje eutanazije.
Glavna vrijednost budističkog učenja je sućut. Kod nekih budista ona je korištena kao opravdanje za eutanaziju, jer osobna patnja oslobađa od bolova. Međutim, još uvijek je nemoralno "utjecati na bilo koji način na uništenje ljudskog života, bez obzira na opravdanost motiva."
U Theravada budizmu osobe svakodnevno izgovaraju jednostavnu formulu: " Obvezujem se propisima da se suzdržim od uništavanja živih bića". Za budističke redovnike (bhikkhu) pravila su još jasnija. Na primjer, samostanski kod (Patimokkha), navodi:
"Ako bilo koji bhikkhu namjerno oduzme život ljudskom biću, ne pokrene potragu za ubojicom, hvali prednosti smrti ili ga potiče da umre Moj dobar čovjek, što je to korištenje jadan, bijedan život vi? Smrt će biti bolje za vas od života ', ili s takvom idejom, kao svrha u umu, treba na razne načine hvale prednosti smrti ili ga potiče da umre, on je pobijedio, a ne više u zajedništvu ".
Razumno je zaključiti da je to protivljenje eutanaziji koje se također odnosi na liječnički potpomognutu smrt kao i na druge oblike potpomognutog samoubojstva.

## Katolicizam
Deklaracija o eutanaziji službeni je dokument Rimokatoličke crkve na temu eutanazije, izdana je kao izjava Svete kongregacije za nauk vjere 1980. godine. 
Katoličko učenje osuđuje eutanaziju kao "zločin protiv života" i "zločin protiv Boga". Učenje Katoličke Crkve o eutanaziji počiva na nekoliko osnovnih načela katoličke etike, uključujući i svetosti ljudskog života, dostojanstvo ljudskih osoba, ljudska prava, kao i važnost ljubavi.

## Protestantizam
Protestantske denominacije variraju na svom pristupu eutanaziji. Od 1970-ih crkava reformacijske baštine je radila s katolicima na svetosti života, iako neki evangelici mogu usvojiti i drugačija stajališta. Liberalne protestantske denominacije u velikoj se mjeri klone eutanazije, no mnogi od pojedinačnih zagovornika (kao što je Joseph Fletcher) i aktivista društava koji promiču eutanaziju su protestantski svećenici i laici. Kao što liječnički potpomognuta smrt je dobio veću pravnu podršku, neke liberalne protestantske denominacije ponudili vjerske argumente i podršku za ograničenim oblika eutanazije.

## Hinduizam
U hinduizmu postoje dva pogleda na eutanaziju. Pomažući skončati bolan život osoba čini dobro djelo i tako ispunjava svoje moralne obveze. S druge strane, pomažući skončati život, čak i onaj pun patnje, osoba ometa ciklus smrti i ponovnog rađanja. Ometanje ciklusa nije dobra stvar te svi koji su uključeni u eutanaziju riskiraju da će im se to nekako vratiti. Međutim, isti argument sugerira da je držanje osobe umjetno živom uz podršku strojeva također loša stvar.
U Vedama je navedeno da čovjek u životu mora vjerovati samo dvama prijateljima, prvi se zove Vidya (znanje), a drugi se zove Mrityu (smrt). Prvi je nešto što je korisno i potrebno u životu, a drugi je nešto što je neizbježno ponekad čak i neočekivano. Sama eutanazija nije čin grijeha, ali njene se posljedice gledaju kao grijeh.

## Islam
Islam kategorički zabranjuje sve oblike samoubojstva i sve radnje koje tome mogu pomoći. Muslimanima je zabranjeno planirati, ili na bilo koji način znati vrijeme svoje smrti unaprijed. To potječe još od islamskog proroka Muhameda koji je odbio blagosloviti tijelo osobe koja je počinila samoubojstvo. Ako pojedinac boluje od terminalne bolesti, dopušteno je odbiti lijekove i / ili reanimaciju. Ostali primjeri uključuju pojedince koji pate od zatajenja bubrega te odbijaju tretmane dijalize i bolesnike koji odbijaju kemoterapije.

## Džainizam
Mahavira Varadhmana dopušta sharavaku (sljedbenik Džainizam) da okonča svoj život, ako osjeća da je u takvoj fazi da je blizu mokše, te da se ona može postići na ovaj način. Oslobođenje od ciklusa života je primarni cilj u vjeri.

## Judaizam
Židovski medicinski etičari su podijeljenih mišljenja na temu eutanazije i liječenja na kraju života još od 1970-ih. Općenito, židovski mislioci su protiv dobrovoljne eutanazije, iako je neki podržavaju u ograničenim okolnostima. Isto tako, unutar konzervativnog židovskog pokreta raste podrška za pasivnu eutanaziju (PAD). U reformističkom židovskom odgovoru protivnici eutanazije su se smanjili u posljednjih nekoliko godina, te je sve veća podrška za određene mogućnosti pasivne eutanazije.
Istraživanje provedeno 2010. godine među starijim židovskim ženama koje su se identificirale kao ortodoksne, ne ortodoksne ili djelomično ortodoksne u svojoj vjeri je pokazalo da ortodoksni ne odobravaju dobrovoljne eutanazije dok je većina djelomično ortodoksnih odobrava.

## Šinto vjera
U Japanu, gdje je dominantna religija je Shinto, 69 % vjerskih organizacija slaže se s činom dobrovoljne pasivne eutanazije. U šintoizmu, produljenje života pomoću umjetnih sredstava je sramotan čin protiv života. Pogledi na aktivnu eutanaziju su izmiješani, 25 posto Shinto i budističkih organizacija u Japanu podržavaju dobrovoljnu aktivnu eutanaziju.